# Frank Broome
Frank Henry Broome (Berkhamsted, 11 giugno 1915 – Exeter, 10 settembre 1994) è stato un calciatore e allenatore di calcio inglese, di ruolo attaccante.

## Carriera

### Nazionale
Ha collezionato 7 presenze con la maglia della propria nazionale.

## Palmarès

### Club

#### Competizioni nazionali
- Coppa d'Inghilterra: 1

Derby County: 1945-1946
- Second Division: 1

Aston Villa: 1937-1938